# Buzz Clifford
Buzz Clifford (* 8. Oktober 1942 als Reese Francis Clifford III in Berwyn, Illinois; † 26. Januar 2018) war ein US-amerikanischer Sänger und Songwriter.

## Biografie
Buzz Clifford hatte in seiner Karriere einen Charthit, der ihn allerdings weltweit bekannt machte. Baby Sittin’ Boogie erreichte Anfang 1961 in den USA Platz sechs, in Großbritannien Platz 17 und in Deutschland, wo auch die deutsche Version von Ralf Bendix ein großer Hit war, sogar Platz eins.
Nachdem weiterer Erfolg ausblieb, wandte sich Clifford zuerst dem Folk-Rock, dann der Country-Musik zu, konnte aber nicht an seinen großen Erfolg anknüpfen und blieb ein One-Hit-Wonder.

## Diskografie

### Alben
- 1961: Baby Sittin' with Buzz Clifford
- 1969: See Your Way Clear
- 1995: More Than Just Babysittin
- 2002: Norse Horse
- 2003: Complete Recordings 1958-1967: More Than Just Babysitting (Kompilation)
- 2006: Buzz for Sale
- 2007: Golden Pipes: 50 Years of Buzz Clifford (Kompilation)

### Singles
- 1960: Baby Sittin' Boogie
- 1967: Swing in My Back Yard (mit The Seymour Indiana Allstars)
- 1969: Children Are Crying Aloud